# Partition de l'Empire ottoman
La partition de l’Empire ottoman (du 30 octobre 1918 au 1er novembre 1922) correspond à une série d’événements politiques qui eurent lieu après la Première Guerre mondiale. Le vaste ensemble de territoires et de peuples qui composaient autrefois l’Empire ottoman fut divisé en plusieurs nouveaux pays après son éclatement. La Société des Nations (SDN) accorda des mandats à la France sur la Syrie et le Liban et au Royaume-Uni sur la Mésopotamie (qui devint plus tard l'Irak) et sur la Palestine (divisée ultérieurement en Palestine et Transjordanie). Les provinces de l'Empire ottoman dans la péninsule arabique devinrent le royaume mutawakkilite du Yémen, le royaume du Hedjaz et une partie des états arabes du golfe Persique, le Hedjaz étant ultérieurement réuni au sultanat du Nedjd pour former l'Arabie saoudite. Ceux des états arabes du golfe Persique qui étaient déjà sous influence britannique avant la guerre, formèrent les émirats du Koweït, du Qatar, du Bahreïn, d'Oman et les Émirats arabes unis.

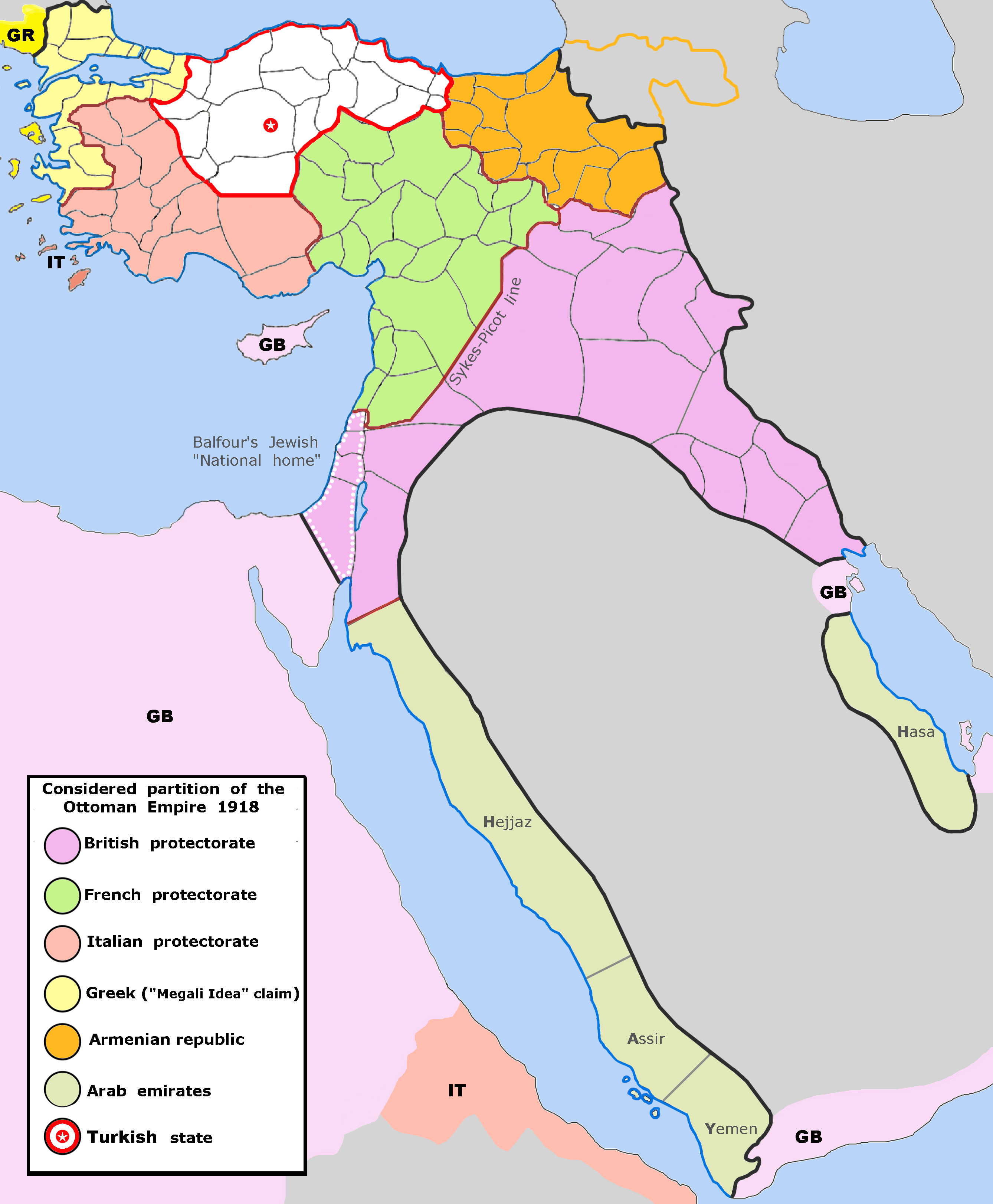
Les revendications et projets de partage de l’Empire ottoman en 1918 : si elles avaient été concrétisées, l’état turc n’aurait plus contrôlé que le Nord de l’Anatolie, n’aurait plus eu de forces armées et n’aurait gardé d’accès maritime que sur la mer Noire.

Après l’occupation de Constantinople par les troupes britanniques, françaises et italiennes en novembre 1918 à la suite de l’armistice de Moudros, le gouvernement ottoman doit signer en vaincu le traité de Sèvres en 1920. Ce dernier reconnaissait formellement les nouveaux mandats de la Société des Nations au Moyen-Orient, l’indépendance du Yémen, et la souveraineté britannique sur Chypre. Cependant, la guerre d'indépendance turque contraignit les anciens Alliés à revenir à la table des négociations avant que le traité ne soit ratifié. Les Alliés et la Grande Assemblée nationale de Turquie signèrent et ratifièrent le nouveau traité de Lausanne en 1923, remplaçant le traité de Sèvres et gelant la plupart des questions territoriales. La question non résolue de Mossoul fut, plus tard, négociée dans le cadre de la Société des Nations en 1926. 
Reniant leurs engagements précédents vis-à-vis des Arabes, les Britanniques et les Français se partagèrent la partie orientale du Moyen-Orient (aussi appelé « Grande Syrie ») entre eux par les accords Sykes-Picot. D'autres accords secrets furent conclus avec l'Italie et la Russie (voir la carte). La déclaration Balfour, du nom du secrétaire d'État britannique aux Affaires étrangères, signée en 1917, encouragea le mouvement sioniste international à militer pour un «foyer juif» en Palestine. Le régime tsariste avait également conclu des accords durant la guerre dans le cadre de la Triple-Entente sur la partition de l'Empire ottoman, mais après la révolution russe, la Russie devenue bolchevique ne participa pas à la partition : bien au contraire, elle fournit au mouvement national turc des armes et céda à la République turque la région de Kars.
L’Empire ottoman, important État islamique en termes géopolitique, culturel et idéologique, disparut le 1er novembre 1922 lors de la déposition du sultan-calife Mehmed VI qui a conduit, sur le plan politique, au passage du sultanat à un régime républicain en Turquie ; sur le plan spirituel l’abolition du califat a conduit à l’instauration de la laïcité en Turquie, mais fit disparaître l’instance régulatrice de l’islam sunnite. La partition de l’Empire ottoman conduisit à l’augmentation de l’influence des puissances occidentales au Proche-Orient, notamment de la Grande-Bretagne et de la France.

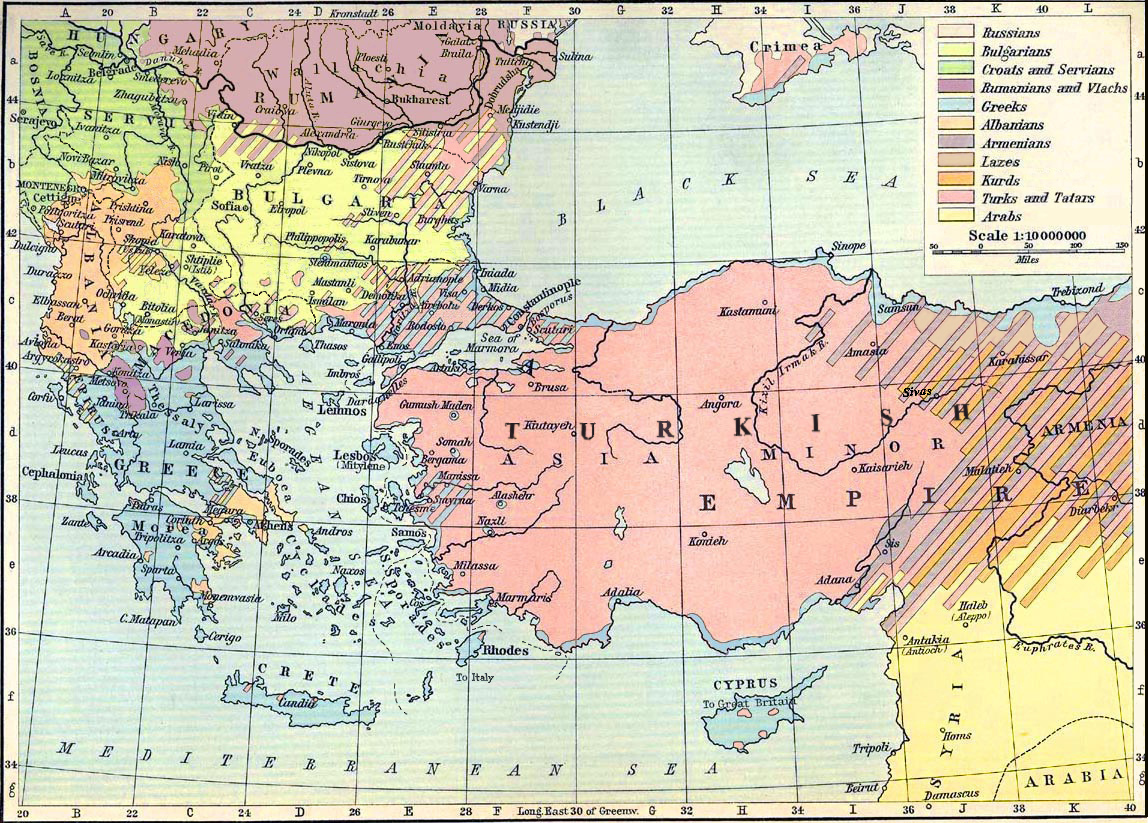
Les langues parlées dans les Balkans, en Anatolie et au proche-Orient en 1913

## Contexte
Les puissances occidentales crurent longtemps qu'elles finiraient par dominer les territoires sous l'autorité du faible gouvernement central de l'Empire ottoman. Le Royaume-Uni anticipait un besoin de «sécuriser» la zone en raison de sa position stratégique sur la route de l'Inde coloniale, et se percevait elle-même comme enfermée dans une lutte pour une influence impériale connue sous le nom de Grand Jeu. Alors que la guerre mondiale menaçait, les Ottomans cherchèrent la protection des grandes puissances. Ils furent rejetés par le Royaume-Uni, la France et la Russie, et, enfin, conclurent une alliance avec l'Allemagne.
La partition fut planifiée par les puissances occidentales dans plusieurs accords conclus par les « Alliés » dès le début de la Première Guerre mondiale. Du côté britannique, les bases de la réflexion et de la vision des intérêts britanniques sur les possessions ottomanes ont été jetées par la commission de Bunsen. Les puissances étaient en désaccord sur leurs objectifs d'après-guerre qui étaient contradictoires et conclurent plusieurs accords double et triple.

## Mandats français

Carte de la Syrie mandataire

La Syrie et le Liban devinrent un protectorat français (à peine déguisé sous la forme d’un mandat de la SDN). Le contrôle français rencontra immédiatement une résistance armée, et, afin de lutter contre le nationalisme arabe, la France divisa le territoire de son mandat en Syrie et au Liban en quatre sous-États.

### Mandat du Liban
Le Grand Liban était le nom d'un territoire créé par la France. Il fut le précurseur du Liban moderne. Il exista entre le 1er septembre 1920 et le 23 mai 1926. La France sculpta son territoire à partir du Levant (mandatée par la Société des Nations) afin de créer un « refuge sûr » pour la population chrétienne maronite. Les Maronites gagnèrent leur autonomie et assurèrent leur position dans le Liban indépendant en 1943.
L’intervention française au nom des Maronites avait commencé avec les accords de capitulations de l'Empire ottoman, conclus entre le XVIe et le XIXe siècle. En 1866, quand Youssef Bey Karam conduisit un soulèvement maronite au Mont-Liban, une force navale sous commandement français arriva pour les aider, menacer le gouverneur, Dawood Pacha, de la Sublime Porte et plus tard mettre Karam en sécurité.

## Mandats britanniques

Mandat britannique en Palestine et en Transjordanie

Les Britanniques reçurent trois territoires sous mandat. Un des fils du chérif Hussein, Fayçal, fut installé comme roi d'Irak et un trône fut donné à Abdallah, un autre fils de Hussein, en Transjordanie. La Palestine mandataire fut placée sous administration britannique directe, et la population juive fut autorisée à augmenter, initialement sous la protection britannique. La plupart de la péninsule arabique tomba dans les mains d’un autre allié britannique, Ibn Séoud, qui créa le royaume d'Arabie saoudite en 1932.

### Mandat de la Mésopotamie
La Grande-Bretagne et la Turquie se disputaient le contrôle de l'ancienne province ottomane de Mossoul dans les années 1920. En vertu du traité de Lausanne de 1923, Mossoul passa sous le mandat britannique de Mésopotamie, mais la nouvelle république turque réclama la province car, selon elle, elle faisait partie de son cœur historique. Un comité de trois représentants de la Société des Nations se déplaça dans la région en 1924 pour étudier le cas et, en 1925, recommanda que la région restât lié à l'Irak, et que le Royaume-Uni devrait exercer le mandat pour encore 25 ans, pour garantir les droits de la population kurde. La Turquie rejeta cette décision. Néanmoins, le Royaume-Uni, l'Irak et la Turquie signèrent un traité le 5 juin 1926, qui entérinait la plupart de la décision rendue par le comité de la SDN. Mossoul resta sous mandat britannique de la Mésopotamie jusqu'à ce que l'Irak obtienne son indépendance en 1932 à l'insistance du roi Fayçal, même si les Britanniques conservèrent des bases militaires et des droits de transit pour leurs forces dans le pays.

### Mandat de la Palestine

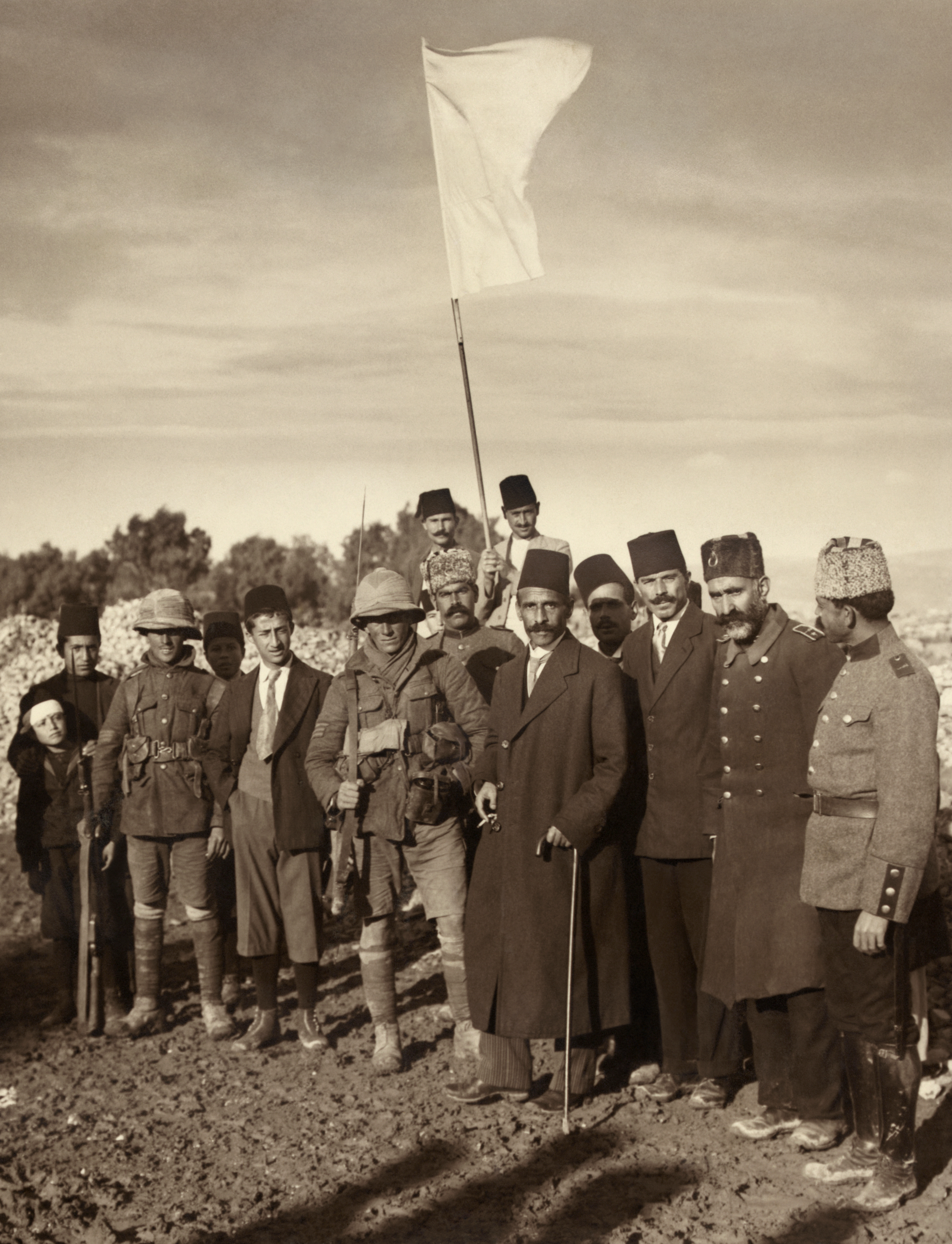
La reddition de Jérusalem aux Britanniques le 9 décembre 1917 guerre mondiale après la bataille.

Pendant la guerre, la Grande-Bretagne avait fait trois promesses contradictoires concernant le sort éventuel de la Palestine. La Grande-Bretagne avait promis, par l’intermédiaire de Thomas Edward Lawrence, l'indépendance d'un état arabe unifié couvrant la plupart du Moyen-Orient arabe en échange d'un soutien arabe aux Britanniques pendant la guerre. La Grande-Bretagne avait également promis de créer et de favoriser un foyer national juif dans la déclaration Balfour en 1917. Enfin, les Britanniques avaient promis par la correspondance McMahon-Hussein que la famille hachémite disposerait d’une seigneurie sur la plupart des terres dans la région en échange de leur soutien qui se manifeste par la grande révolte arabe.
La révolte arabe permit aux forces britanniques du général Allenby de vaincre les forces ottomanes en 1917 et d’occuper la Palestine et la Syrie. Le territoire fut administré par les Britanniques jusqu’à la fin de la guerre.
Le Royaume-Uni obtint le contrôle de la Palestine lors de la conférence de la paix de Paris qui créa la Société des Nations en 1919. Herbert Samuel, un ancien ministre britannique des postes, qui avait contribué à la rédaction de la déclaration Balfour, fut nommé le premier haut commissaire en Palestine. En 1920, à la conférence de San Remo, en Italie, le mandat de la Société des Nations sur la Palestine fut attribué à la Grande-Bretagne. En 1923, la Grande-Bretagne transféra une partie du plateau du Golan au mandat français sur la Syrie en échange de la région Metoula.

## Mouvements d'indépendance
Lorsque les Ottomans partirent, les Arabes proclamèrent un État indépendant à Damas, mais ils étaient trop faibles, militairement et économiquement, pour résister longtemps aux puissances européennes, et bientôt la Grande-Bretagne et la France reprirent le contrôle du Levant.
Durant les années 1920 et 1930, l’Irak, la Syrie et l'Égypte se dirigèrent vers l'indépendance, même si les Britanniques et les Français ne partirent formellement de la région qu'après la Seconde Guerre mondiale.
Mais en Palestine, les promesses contradictoires faites aux Arabes et aux sionistes créent une situation extrêmement conflictuelle d'exacerbation des nationalismes que les Britanniques échouent à réguler. Les persécutions antisémites en Europe dès les années 1930 ainsi que les restrictions à l'immigration aux États-Unis provoquent un afflux migratoire juif en Palestine. La Grande-Bretagne cherche d'une part à protéger la colonisation juive, qui se dote progressivement de structures politiques et militaires nationalistes ; et d'autre part, à préserver ses liens avec les Arabes palestiniens qui considèrent l'établissement d'un foyer national juif en Palestine comme une menace. La tentative britannique de concilier des stratégies incompatibles «vise principalement à préserver les intérêts impériaux de la Grande-Bretagne» selon l'historien Dominique Perrin. (Pour un compte rendu détaillé de ce sujet, voir le conflit israélo-palestinien et l'histoire de la Palestine).

### Péninsule Arabique
Dans la péninsule Arabique, les Arabes furent en mesure d'établir un certain nombre d'États indépendants. En 1916, Hussein bin Ali, chérif de La Mecque, établit le royaume du Hedjaz, tandis que l'émirat de Riyad fut transformé en sultanat de Nedjd. En 1926, le Royaume du Nedjd et du Hedjaz fut formé, qui, en 1936, deviendra le royaume d'Arabie saoudite. Le royaume mutawakkilite du Yémen devint indépendant en 1918, tandis que les États arabes du golfe Persique devinrent de facto des protectorats britanniques, avec une certaine autonomie interne.

### Anatolie
Les Russes, les Britanniques, les Italiens, les Français, les Grecs, les Arméniens, tous réclamèrent l'Anatolie, en s'appuyant sur des promesses parfois contradictoires formulées en temps de guerre, des actions militaires, des accords secrets et des traités. Ils en seront chassée par le très charismatique Mustafa Kemal et ses partisans après la guerre d’indépendance turque.

### Russie
Le régime tsariste voulait remplacer les résidents musulmans du nord de l'Anatolie et de Constantinople par des colons Cosaques. En mars 1915, le ministre des Affaires étrangères Sergueï Sazonov dit à l'ambassadeur britannique George Buchanan (en) et à l'ambassadeur français Maurice Paléologue qu'un règlement durable après-guerre exigerait une possession russe sur « la ville de Constantinople, la rive occidentale du Bosphore, la mer de Marmara et les Dardanelles, ainsi que le sud de la Thrace jusqu'à la ligne Enos-Midia », et d’« une partie de la côte asiatique entre le Bosphore, le fleuve Sakarya, et un point à déterminer sur la rive du golfe d'Izmit ». L'accord de Constantinople (en) fut rendu public par le journal russe Izvestia en novembre 1917, pour obtenir le soutien de la population arménienne à la révolution. Cependant, la révolution russe mit les Russes en dehors des plans secrets.

### Royaume-Uni
Le Royaume-Uni demanda le contrôle des détroits de Marmara, et occupa Istanbul (avec les Français et les Italiens) du 13 novembre 1918 au 23 septembre 1923. Après la guerre d'indépendance turque et la signature du traité de Lausanne, les troupes quittèrent la ville.

### Italie
Conformément aux accords de Saint-Jean-de-Maurienne de 1917 entre la France, l'Italie et le Royaume-Uni, l'Italie devait recevoir tout le sud-ouest de l'Anatolie à l'exception de la région d'Adana, y compris Smyrne (aujourd'hui Izmir). Cependant, en 1919, le premier ministre grec Elefthérios Venizélos obtint l'autorisation lors de la conférence de la paix de Paris d’occuper Smyrne, remplaçant les dispositions de l'accord de Saint-Jean-de-Maurienne.

### France
Conformément à l'accord secret Sykes-Picot de 1916, les Français obtinrent Hatay, le Liban et la Syrie et exprimèrent le désir d’obtenir une partie du sud-est de l'Anatolie. Les accords de Saint-Jean-de-Maurienne de 1917 entre la France, l'Italie et le Royaume-Uni attribua à la France la région d'Adana.
L'armée française occupa des parties de l'Anatolie de 1919 à 1921, y compris les mines de charbon, les chemins de fer, les ports sur la mer Noire de Zonguldak et de Karadeniz Ereğli, Constantinople (conjointement avec les Britanniques et les Italiens), Uzunköprü en Thrace orientale et la région de Cilicie. La France se retira finalement de toutes ces régions, après l'accord d'Ankara, l'armistice de Mudanya, le traité d'Ankara et le traité de Lausanne. Ces conflits furent également appelés la guerre en Cilicie (en turc : Güney Cephesi - le front sud).

### Grèce

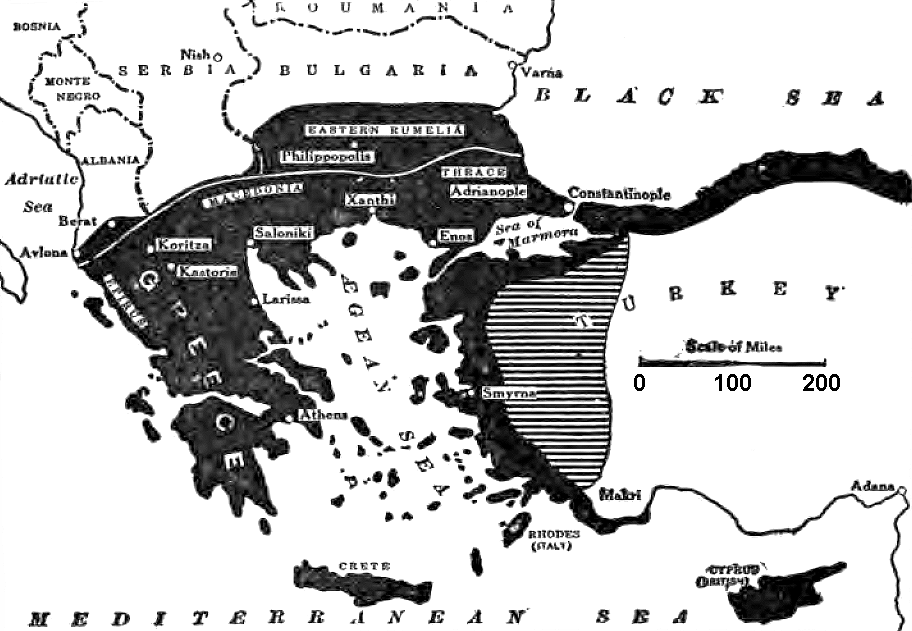
La « Grande Idée » grecque vue, avec exagération, par le New York Times.

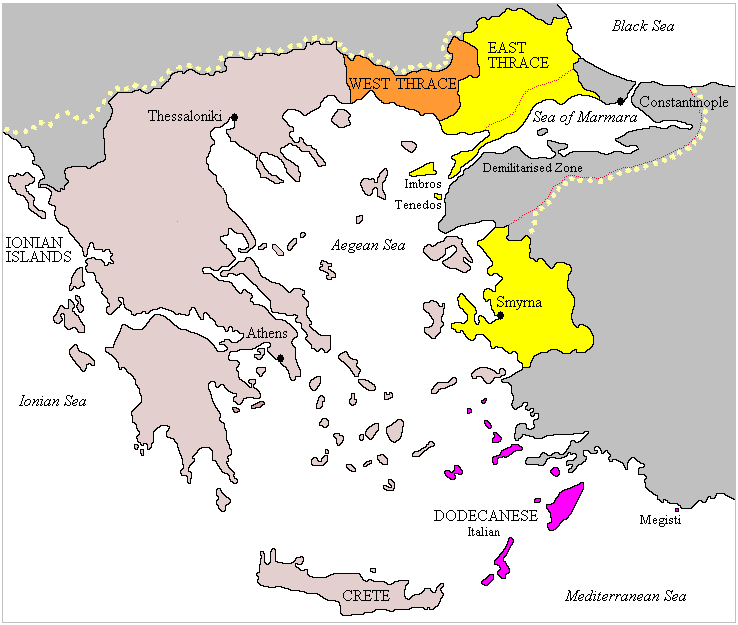
En orange et jaune les gains de la Grèce au traité de Sèvres. Seule la partie orange sera finalement gardée au traité de Lausanne. En rose-violet le Dodécanèse italien.

Les Alliés occidentaux, notamment le premier ministre britannique David Lloyd George, avaient promis des gains territoriaux à la Grèce au détriment de l'Empire ottoman, si la Grèce entrait en guerre aux côtés des Alliés. Les territoires promis, ceux où vivaient des minorités grecques significatives (et localement des majorités) incluaient la Thrace orientale sans Constantinople, les îles d'Imbros (aujourd'hui Gökçeada) et Ténédos (aujourd'hui Bozcaada), et une partie de l'Anatolie occidentale autour de la ville de Smyrne. C'est la « Grande Idée ».
En mai 1917, après l'exil de Constantin Ier, le premier ministre grec Elefthérios Venizélos revint à Athènes et s’allia avec l'Entente. Les forces militaires grecques (bien que divisées entre les partisans de la monarchie et les partisans de Venizélos) commencèrent à participer aux opérations militaires contre l'armée bulgare à la frontière. La même année, Smyrne fut promise à l'Italie en vertu des accords de Saint-Jean-de-Maurienne passés entre la France, l'Italie et le Royaume-Uni.
À la conférence de paix de Paris de 1918, sur la base des promesses de guerre, Venizélos revendiqua l'élargissement de la Grèce aux grandes communautés grecques du nord de l'Épire, de la Thrace (y compris Constantinople) et de l'Asie Mineure occidentale, où devaient être regroupés les autres Grecs d'Anatolie, majoritaires le long des côtes et notamment dans la région pontique. En 1919, malgré l'opposition italienne, il obtint pour la Grèce l'autorisation de la conférence de paix de Paris pour débarquer à Smyrne.

### République du Caucase du Sud-Ouest
La république du Caucase du Sud-Ouest était une entité établie sur le territoire russe en 1918, après le retrait des troupes ottomanes sur la frontière d'avant la Première Guerre mondiale à la suite de l'armistice de Moudros. Elle avait un gouvernement provisoire indépendant, dirigé par Fakhr al-Din Pirioghlu, basé à Kars.
Après que les combats eurent éclaté entre elle et à la fois la Géorgie et l'Arménie, le haut-commissaire britannique l’amiral Somerset Gough-Calthorpe occupa Kars le 19 avril 1919, abolissant son parlement et arrêtant 30 membres de son gouvernement. Il plaça la province de Kars sous la domination arménienne.

### Arménie

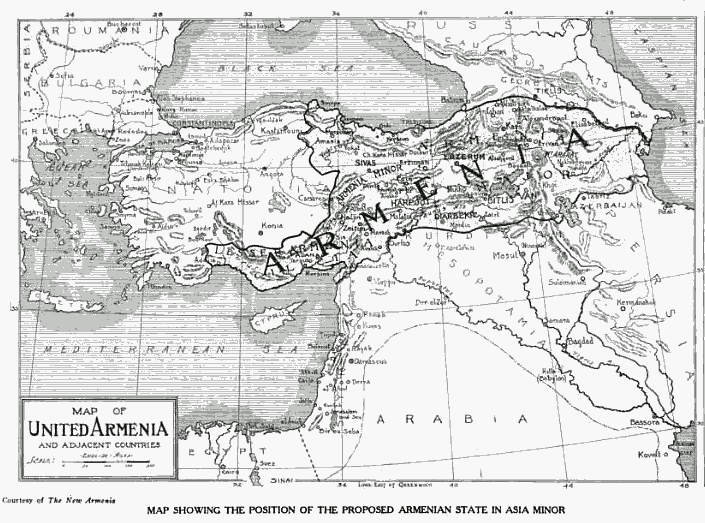
Proposition arménienne à la conférence de paix de Paris

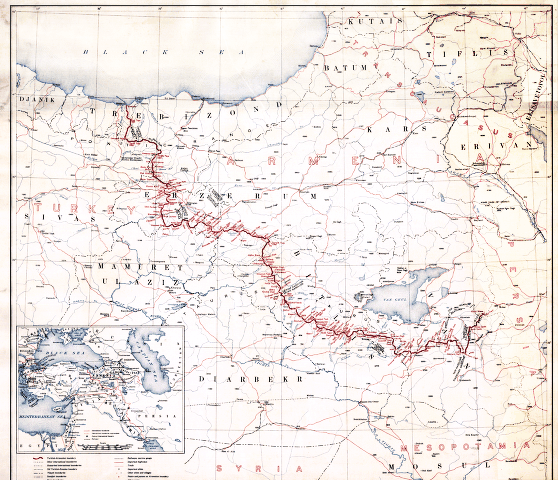
L'Arménie wilsonienne selon le traité de Sèvres

Dans les dernières années de la guerre, les Arméniens établirent un gouvernement provisoire, puis une république. Les conflits militaires entre les Turcs et les Arméniens pendant et après la guerre déterminèrent les frontières de l'État arménien.

#### Administration de l'Arménie occidentale
En avril 1915, la Russie avait soutenu la mise en place du gouvernement provisoire arménien sous la direction du gouverneur Aram Manoukian, le chef de la défense de Van. Le Mouvement de libération nationale arménien espérait que l'Arménie pourrait être libérée du régime ottoman en échange de son aide à l'armée russe. Cependant, le régime tsariste avait conclu des accords secrets durant la guerre au sein de la Triple-Entente sur le sort éventuel de plusieurs territoires de l'Anatolie. Ces plans furent rendus publics par les révolutionnaires en 1917 pour obtenir le soutien de la population arménienne.
Dans l'intervalle, le gouvernement provisoire était devenu plus stable, car plus d'Arméniens s’étaient déplacés sur son territoire. En 1917, 150 000 Arméniens se réinstallèrent dans les provinces d'Erzurum, de Bitlis, de Muş et de Van. Et Armen Garo (connu sous le nom Karékine Pastirmaciyan) et d'autres dirigeants arméniens demandèrent que les soldats arméniens combattant sur le théâtre européen soient transférés sur le front caucasien.
La révolution russe délaissa le front dans l'est de la Turquie. En décembre 1917, une trêve fut signée par les représentants de l'Empire ottoman et du Commissariat de la Transcaucasie. Cependant, l'Empire ottoman commença à renforcer sa IIIe armée sur le front de l'Est. Les combats commencèrent à la mi-février 1918. Les Arméniens, sous la forte pression de l'armée ottomane et des irréguliers kurdes, furent contraints de se retirer d’Erzincan à Erzurum et à Kars, et même d’évacuer cette ville le 25 avril. En réponse aux avancées ottomanes, le Commissariat de Transcaucasie se transforma en une éphémère Fédération de Transcaucasie ; sa désintégration amena les Arméniens à former la république démocratique d'Arménie le 30 mai 1918. Le traité de Batoum, signé le 4 juin, réduisit la république arménienne à une superficie de 11 000 km2.

#### Arménie wilsonienne
Lors de la conférence de paix de Paris en 1919, la diaspora arménienne et la Fédération révolutionnaire arménienne firent valoir que l'Arménie historique et géographique, région qui était restée en dehors du contrôle de l'Empire ottoman de 1915 à 1918, devrait faire partie de la république démocratique d'Arménie. Arguant du principe des « Quatorze points » du discours de Woodrow Wilson, la diaspora arménienne soutint que l’Arménie avait « la possibilité de contrôler la région », affirmation basée sur le contrôle arménien établi après la révolution russe. Les Arméniens firent également valoir que la population dominante de la région était de plus en plus arménienne, les habitants turcs et kurdes se déplaçant vers les provinces occidentales et méridionales. Boghos Nubar, le président de la Délégation nationale arménienne, ajouta : « Dans le Caucase, où, sans parler des 150 000 Arméniens de l'armée impériale russe, plus de 40 000 volontaires contribu[èrent] à la libération d'une partie des vilayets arméniens, et où, sous le commandement de leurs chefs, Antranik et Nazerbekoff, ils, seul parmi les peuples du Caucase, [avaient offert] une résistance aux armées turques, depuis le début du retrait bolchevique jusqu'à la signature de l'armistice ».
Le président Wilson accepta les arguments arméniens pour dessiner la frontière et écrivit : « Le monde attend[ait] d'eux (les Arméniens), qu'ils donn[assent] tous les encouragements et toute l’aide en leur pouvoir aux réfugiés turcs qui désirerait revenir dans leurs anciennes maisons dans les districts de Trébizonde, d’Erzurum, de Van et de Bitlis, n’oubliant pas que ces peuples, aussi, [avaien]t beaucoup souffert ». La conférence fut d’accord avec son idée que la république démocratique d'Arménie devrait se développer dans l'actuelle Turquie orientale.

### République de Turquie
Entre 1918 et 1923, les mouvements de résistance turque dirigés par Mustafa Kemal Atatürk força les Grecs et les Arméniens à évacuer l'Anatolie, tandis que les Italiens n’y établirent jamais une présence. Les révolutionnaires turcs (tr) étouffèrent également toutes les tentatives kurdes pour devenir indépendant dans les années 1920. Après que la résistance turque eut pris le contrôle de l'Anatolie, il n'y avait aucun espoir de réunir les conditions du traité de Sèvres.
Avant de rejoindre l'Union soviétique, la république démocratique d'Arménie signa le traité d'Alexandropol, le 2 décembre 1920, acceptant les frontières actuelles entre les deux pays. Après cela l'Arménie devint partie intégrante de l'Union soviétique. Ces frontières furent ratifiées à nouveau par le traité de Moscou en 1921 par lequel les bolcheviques cédèrent les provinces déjà occupés par les Turcs de Kars, d'Iğdır, d'Ardahan, Artvin et à la Turquie en échange de la région d'Adjarie et de sa capitale Batoumi.
La Turquie et l'Union soviétique nouvellement formées, avec la république socialiste soviétique d'Arménie et la république socialiste soviétique de Géorgie ratifièrent le traité de Kars le 11 septembre 1922, instituant la frontière nord-est de la Turquie et ramenant la paix dans la région. Enfin, le traité de Lausanne, signé en 1923, a officiellement mis fin à toutes les hostilités et a conduit à la création de la république turque moderne.